# Paracoccaceae
Famille
Les Paracoccaceae sont une famille de bactéries gram négatives de l'ordre des Rhodobacterales.

## Historique
La famille Paracoccaceae est née en 2022 à la suite de la scission, un an plus tôt de la famille Rhodobacteraceae en plusieurs familles dont celle des Roseobacteraceae.

## Description
Ce sont des bactéries à coloration de Gram négatives majoritairement présentes dans l'habitat marin.

## Liste des genres
Selon LPSN (20 juillet 2024) :
- Abyssibius Wei et al. 2023
- Acidimangrovimonas Ren et al. 2019
- Albidovulum Albuquerque et al. 2003
- Albimonas Lim et al. 2008
- Albirhodobacter Nupur et al. 2015
- Alexandriicola Zhu et al. 2024
- Algicella Nedashkovskaya et al. 2023
- Alkalilacustris Zhang et al. 2019
- Allgaiera Hördt et al. 2020
- Alterinioella Kong et al. 2022
- Amaricoccus Maszenan et al. 1997
- Anianibacter corrig. Azpiazu-Muniozguren et al. 2023
- Arenibacillus Kim et al. 2019
- Cereibacter Suresh et al. 2015
- Cochlodiniinecator Le et al. 2021
- Coraliihabitans Sun et al. 2022
- Cypionkella Hördt et al. 2020
- Defluviimonas Foesel et al. 2013
- Falsigemmobacter Li et al. 2023
- Falsirhodobacter Subhash et al. 2013
- Fertoeibacter Szuróczki et al. 2021
- Fontisubflavum Xu et al. 2024
- Frigidibacter Li & Zhou 2015
- Fuscibacter Chhetri et al. 2023
- Fuscovulum Suresh et al. 2020
- Gemmobacter Rothe et al. 1988
- Gymnodinialimonas Jiang et al. 2022
- Haematobacter Helsel et al. 2007
- Hahyoungchilella Kim & Lee 2020
- Halovulum Sun et al. 2015
- Harenicola Romanenko et al. 2022
- Heliomarina Kong et al. 2022
- Limibaculum Shin et al. 2017
- Mesobacterium Kong et al. 2022
- Mesobaculum Li et al. 2021
- Methylarcula Doronina et al. 2000
- Neotabrizicola Muramatsu et al. 2022
- Oceanicella Albuquerque et al. 2012
- Paenihalocynthiibacter Kim et al. 2021
- Paenirhodobacter Wang et al. 2014
- Paracoccus Davis 1969
- Pararhodobacter Foesel et al. 2013
- Paroceanicella corrig. Liu et al. 2020
- Phaeovulum Suresh et al. 2020
- Pikeienuella Park et al. 2022
- Pontibrevibacter Liang et al. 2022
- Pseudogemmobacter Suman et al. 2019
- Pseudorhodobacter Uchino et al. 2003
- Pseudothioclava Kim & Lee 2020
- Qingshengfaniella Wang et al. 2021
- Rhabdonatronobacter Zhou et al. 2023
- Rhodobacter Imhoff et al. 1984
- Rhodobaculum Bryantseva et al. 2015
- Roseibaca Labrenz et al. 2009
- Roseicitreum Yu et al. 2011
- Roseinatronobacter Sorokin et al. 2000
- Roseitranquillus Umar et al. 2023
- Rubribacterium Boldareva et al. 2010
- Rubrimonas Suzuki et al. 1999
- Ruixingdingia Xu et al. 2024
- Salibaculum Zhu et al. 2021
- Sedimentimonas Mu et al. 2024
- Sinirhodobacter corrig. Yang et al. 2018
- Solirhodobacter Chu et al. 2020
- Szabonella Szuróczki et al. 2022
- Tabrizicola Tarhriz et al. 2014
- Thermohalobaculum Pan et al. 2024
- Thioclava Sorokin et al. 2005
- Xinfangfangia Hu et al. 2018

## Taxonomie
Le nom correct complet (avec auteur) de ce taxon est Paracoccaceae Liang et al. 2022.
Le genre type est : Paracoccus Davis 1969.
Paracoccaceae a pour synonyme :
- Rhodobacteraceae Garrity et al. 2006

### Étymologie
L'étymologie du nom de cette famille est la suivante : Pa.ra.coc.ca’ce.ae. N.L. masc. n. Paracoccus, genre type de la famille; L. fem. pl. n. suff. -aceae, suffixe pour définir une famille; N.L. fem. pl. n. Paracoccaceae, la famille de Paracoccus.

### Phylogénie
Des études phylogénétiques basées sur le séquençage de l'ARN ribosomal 16S, sur le génome entier et sur l'analyse des séquences de 120 protéines bactériennes conservées semblent démontrer que la famille Paracoccaceae et la famille Roseobacteraceae ne devraient probablement pas être séparées.